# Alexis Damianos
Alexis Damianos (IPA: [aˈleksis ðamiaˈnos]) (in greco: Αλέξης Δαμιανός; Atene, 21 gennaio 1921 – Atene, 4 maggio 2006) è stato un attore e regista greco.

## Biografia
All'università di Atene si laurea in filosofia e consegue il diploma al conservatorio di teatro nazionale.
Nel 1945 mette in scena Quest'estate si mieterà, la sua prima opera teatrale. Nel 1948 fonda il "teatro sperimentale".
Nel 1961 il teatro poria rappresenta alcune sue opere (Lo stambecco, Il nostro ménage, La gabbia aperta, L'ultimo autunno) che riscuotono un discreto successo di pubblico.
Esordisce nel lungometraggio cinematografico con Per raggiungere la nave (1966, anche produttore), seguito da Evdokia (1971), nel 1986 decretato dalla critica uno dei migliori film greci di sempre. Dal 1972 al 1994 partecipa come attore a una serie di film e serie televisive. Per il piccolo schermo gira la serie televisiva Pathoukas (1983), trasposizione dell'opera di Ioannis Kondylakis.
Il suo terzo e ultimo film è Iniohos (1995, anche produttore). I suoi film sono spesso ispirati a romanzi e canzoni popolari neogreche.

## Filmografia
- Per raggiungere la nave, 1966
- Evdokia, 1971
- Iniohos, 1995